# Burrum Heads
 (juillet 2020).

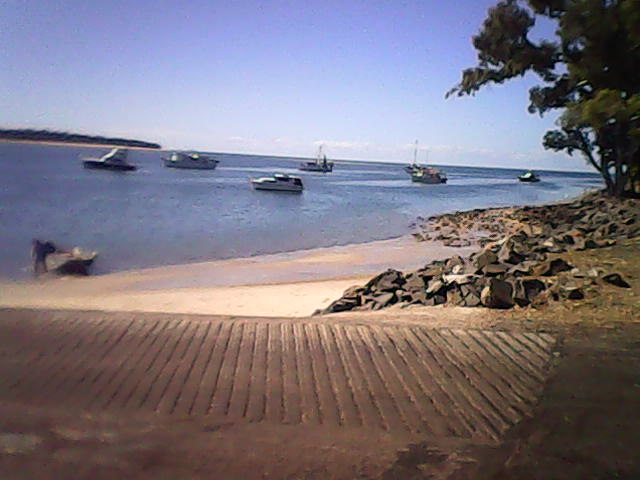
vue de la rivière Borrum dans Burrum Heads

Burrum Heads est une ville côtière et une localité de la région de la côte Fraser, dans le Queensland, en Australie,.

## Démographie
Lors du recensement de 2016, Burrum Heads avait une population de 2067 personnes.